# Melchor Vidaurre
José Melchor Vidaurre y Rivera (Lima, 4 de enero de 1816-ib. ¿1884?) fue un abogado, magistrado y político peruano. Ministro de Justicia, Instrucción, Culto y Beneficencia (1862-1863) y presidente de la Corte Suprema (1875-1876).

## Biografía
Hijo del doctor Manuel Lorenzo de Vidaurre y de Francisca Rivera y Figueroa. Su padre fue un jurista connotado y primer presidente de la Corte Suprema del Perú.
Estudió en el convictorio de San Carlos.  Se recibió de abogado el 19 de septiembre de 1839 y se incorporó al Colegio de Abogados de Lima. El 12 de mayo de 1843 se graduó de doctor en Jurisprudencia.
En 1840 ofició de abogado de su padre, en la querella que este entabló al arzobispado de Lima por las críticas hechas a su libro Vidaurre contra Vidaurre. Su padre, que falleció en 1841, le dejó en herencia su biblioteca y lo nombró su albacea testamentario.
En 1854 fue elegido decano del Colegio de Abogados de Lima y en 1855 fue parte del grupo de socios fundadores que establecieron el Club Nacional en Lima.[cita requerida] En 1856, fue vocal propietario de la Corte Superior de Justicia de Lima, cuya presidencia asumió en 1861.
El 27 de octubre de 1862, al iniciarse el gobierno del mariscal Miguel de San Román, aceptó el cargo de ministro de Justicia, Culto y Beneficencia, que ejerció hasta el 10 de abril de 1863, a poco de fallecer dicho presidente.
En 1866, fue propuesto por la dictadura de Mariano Ignacio Prado para ocupar una de las dos vocalías de la Corte Suprema, declaradas vacantes porque sus titulares, Francisco Javier Mariátegui y José Luis Gómez Sánchez, se habían negado a prestar juramento a dicho régimen. En un gesto de dignidad, Vidaurre no aceptó y perdió su vocalía en la Corte Superior de Lima. En 1867, el Congreso Constituyente lo repuso en dicho cargo. Ese mismo año fue elegido por segunda vez decano del Colegio de Abogados. En 1868 ocupó nuevamente la presidencia de la Corte Superior de Lima.
En 1869 era vicerrector de la Universidad de San Marcos. En 1870 era vocal interino de la Corte Suprema; al año siguiente pasó a serlo en propiedad, al quedar vacante el puesto por jubilación de Francisco Javier Mariátegui. Y presidió ese alto tribunal de 30 de marzo de 1875 a 18 de abril de 1876.
Al producirse la ocupación de Lima por los invasores chilenos en 1881, la Corte Suprema acordó su propio receso por considerar que la dignidad de sus actos era incompatible con la presencia de tropas extranjeras de ocupación que habían impuesto sus tribunales militares. Aunque el gobierno de Francisco García Calderón invitó a la Corte a que estableciera su sede en La Magdalena, los magistrados, entre ellos Vidaurre, se mantuvieron firmes en su decisión. Merecen mención el resto de los magistrados que defendieron la dignidad y la independencia de la Corte Suprema: Juan Antonio Ribeyro, Bernardo Muñoz, Juan Oviedo, José Eusebio Sánchez, Manuel Morales, Teodoro La Rosa y José Martín de Cárdenas.
Casado con Carmen Panizo Zárate, fue padre de Carmen Vidaurre Panizo, que se casó con Ricardo Ortiz de Zevallos y Tagle, que llegó a ser ministro de Relaciones Exteriores y presidente de la Corte Suprema.